# Magicicada septendecim
Cigale dix-sept ans
Espèce
Statut de conservation UICN

 NT  : Quasi menacé
Magicicada septendecim, communément appelé Cigale dix-sept ans, est une espèce de cigales (famille des  Cicadidae), l'une des sept espèces de cigales périodiques.

## Description
De 35 à 42 mm de longueur, Magicicada septendecim a le dessus noir et le dessous rayé d'une couleur variant de l'orange clair au rouge foncé.

## Répartition
La Cigale dix-sept ans peuple l'Est des États-Unis, de la Louisiane au Massachusetts et de la Géorgie au Wisconsin. L'espèce à cycle de dix-sept ans se rencontre dans la partie plus au nord de la répartition alors que Magicicada tredecim, à cycle de treize ans, se rencontre dans la moitié méridionale de la répartition.

## Habitat
Magicicada septendecim habite les forêts, particulièrement les forêts montagneuses.

## Reproduction
Pendant dix-sept ans, les larves de la Cigale périodique restent enfouies à une vingtaine de centimètres sous la surface du sol, se nourrissant de la sève des racines puis, quand la température du sol atteint 17 °C, elles muent et se précipitent sur les arbres. Les mâles courtisent alors les femelles. Une fois fécondées, celles-ci pondent des œufs. Les larves qui en sont issues tombent et s'enfouissent dans le sol où elles se nourrissent les dix-sept prochaines années (respectivement treize pour l'espèce tredecim). La période de reproduction a généralement lieu durant la deuxième quinzaine du mois de mai, et la ponte en début d'été. En 2021 s'observent les cigales de la nichée X (nichée 10) qui compte parmi les plus grosses et les plus importantes.

## Chant
La Cigale dix-sept ans chante principalement le matin.